# Gérard Amanrich
Gérard Amanrich est un diplomate français, né le 4 février 1921 à Saint-Raphaël, qui s'est suicidé à l'hôpital Saine-Anne à Paris, le 19 avril 1977.

## Biographie
Gérard Amanrich est le fils du vice-amiral Jean Amanrich (cousin issu de germains d'Alfred Sauvy, par sa mère Marie Sauvy), qui dirigea les opérations navales lors des évènements de Sétif  de 1945, et le petit-fils du général Gérard Amanrich. Né en 1921, il travaille dans la fonction publique, avant d'entrer à l'École nationale d'administration (ENA), par le concours interne. Il y sera notamment condisciple de Michel Jobert. Il mène une brillante carrière de diplomate, entre l'Organisation des Nations unies et la Hongrie, jusqu'à sa nomination auprès du Saint-Siège.
Michel Jobert, devenu ministre des Affaires étrangères du Gouvernement Pierre Messmer II le 5 avril 1973, le nomme à ce poste auquel il n'était pas prédisposé.
À Rome, Amanrich se fait remarquer lors d’une réception à l'ambassade en déclarant devant quelques cardinaux qu’il ne représentait « pas seulement la France de Bossuet, mais aussi celle de Voltaire ».
Il accueille le président Valéry Giscard d'Estaing lors de sa visite à Rome. Cette visite fait suite à la loi Veil libéralisant, dans certains cas, l’avortement. Lors de son audience avec le pape Paul VI, le président n'est jamais invité à s'asseoir. Le président reproche à son ambassadeur de ne l'avoir pas prévenu des dispositions du souverain pontife.
En juillet 1976, le Quai d'Orsay le rappelle à Paris et le laisse provisoirement sans affectation à la suite de cette « forte déconvenue ».
Le 1er février 1977, dans leur appartement du 35, avenue Bugeaud, dans le 16e, Gérard Amanrich tue à coups de revolver sa femme, 52 ans, son fils et sa fille, âgés respectivement de 16 et 18 ans. Si certains expliquent son acte par ses difficultés financières, l'accusé explique à la police qu'il ne s'est pas remis de l'humiliation de son renvoi.
Il est incarcéré à la prison de Fresnes, où il rencontre Hervé de Vathaire.
Interné à l'hôpital Sainte-Anne en raison de ses troubles psychiatriques, il est retrouvé pendu à une canalisation par la ceinture de sa robe de bain, le 20 avril 1977.